# Hozon Auto
Hozon Auto (кит. упр. 合众汽车; кит. трад. 合眾汽車; пиньинь: Hé zhòng qì chē) — китайский производитель электромобилей, основанный в 2014 году.

## История
Компания Hozon Auto была основана в 2014 году в Чжэцзяне совместно с Sinohytec и университетом Цинхуа. В 2018 году компания открыла Центр исследований автономных транспортных средств в Кремниевой долине, а в марте 2019 года был открыт Центр дизайна в Пекине.
Первый концепт-кар был представлен в 2017 году. Первый серийный автомобиль был представлен в 2018 году, а продажи начались в 2019 году.
В марте 2023 года компания Hozon Auto объявила о строительстве своего первого зарубежного производственного объекта в Бангкоке, Таиланд. Завод планируется основать в конце января 2024 года. Ожидается, что завод будет нацелен на производство и экспорт электромобилей с правым рулём в страны АСЕАН.

## Продукция
Компания Hozon Auto продаёт автомобили под брендом Neta.

### Выпускаемые автомобили
- Neta U/X (2019 — настоящее время) — компактный кроссовер
- Neta V/Aya (2020 — настоящее время) — субкомпактный кроссовер
- Neta S (2021 — настоящее время) — среднеразмерный седан
- Neta GT (2023 — настоящее время) — среднеразмерный спортивный автомобиль
- Neta L (2024 — настоящее время) — среднеразмерный внедорожник

- Neta U
- Neta V
- Neta S
- Neta GT
- Neta L

### Модели, снятые с производства
Neta N01 (2018—2020) — субкомпактный кроссовер
- Neta N01

### Концепт-кары
- Neta Eureka 01
- Neta Eureka 02
- Neta Eureka 03
- Neta U

## Продажи
| Год  | Продано |
| ---- | ------- |
| 2018 | 1206    |
| 2019 | 11 212  |
| 2020 | 15 509  |
| 2021 | 69 674  |
| 2022 | 152 073 |
| 2023 | 127 496 |